# آلکساندر میلران

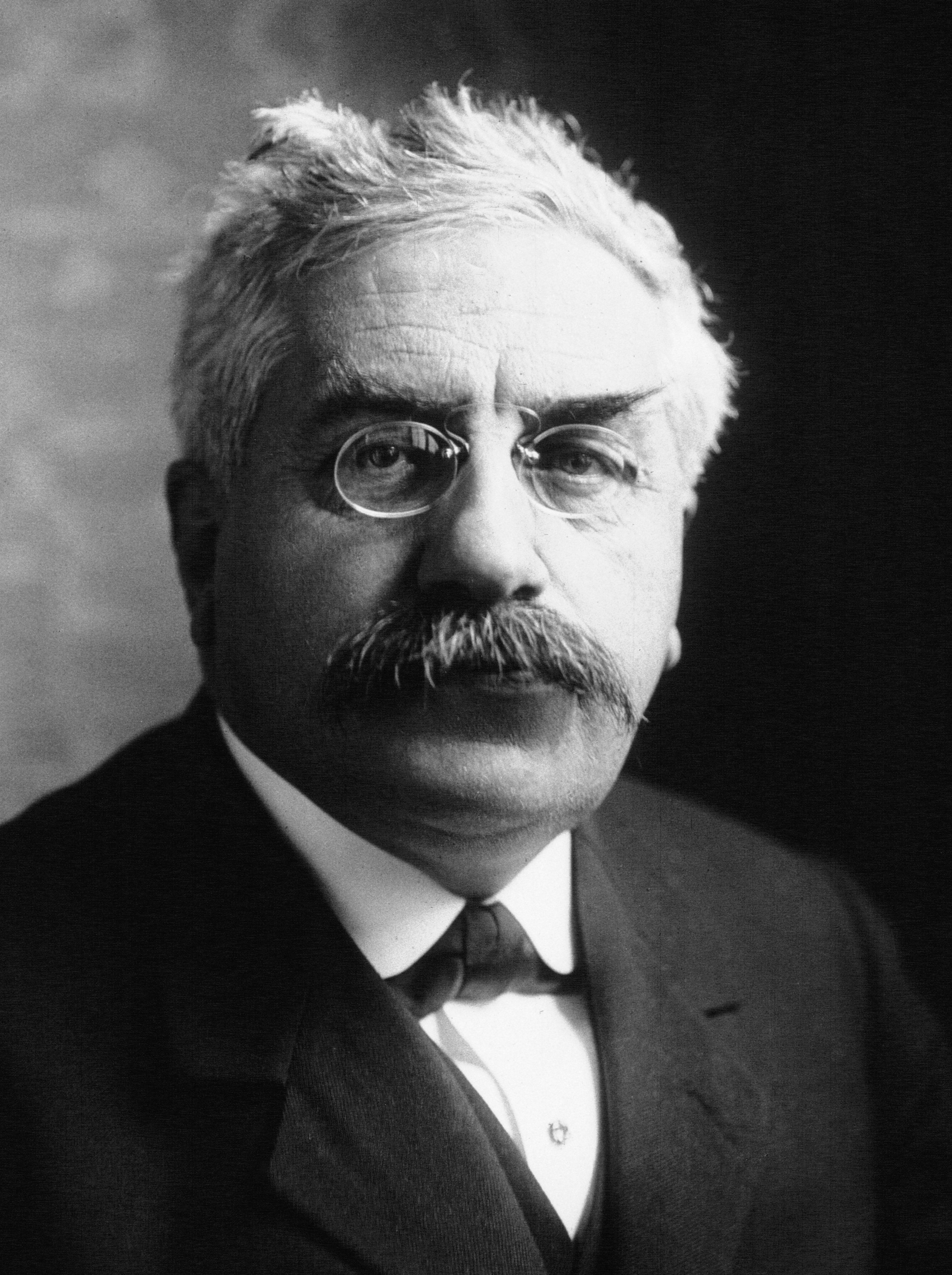

آلکساندر میلران (فرانسوی: alɛksɑ̃dʁ milʁɑ̃ - انگلیسی: Alexandre Millerand؛ ز. ۱۰ فوریهٔ ۱۸۵۹ - م. ۶ آوریل ۱۹۴۳) یک سیاستمدار فرانسوی بود. او از ژانویه تا سپتامبر ۱۹۲۰ به عنوان نخست‌وزیر فرانسه و از سپتامبر ۱۹۲۰ تا ژوئن ۱۹۲۴ به عنوان دوازدهمین رئیس‌جمهور فرانسه خدمت کرد.